# Crise constitucional no Níger em 2009–2010
Uma crise constitucional de 2009-2010 ocorreu no Níger devido a um conflito político entre o presidente Mamadou Tandja e as instituições judiciais e legislativas referente ao referendo constitucional que os oponentes alegaram ser uma tentativa de estender seu mandato além do máximo constitucional. Foi realizado em 4 de agosto de 2009, antes de uma eleição parlamentar que estava prevista para ocorrer em 26 de agosto de 2009. Essa crise acabou levando a um golpe de Estado por líderes militares que derrubaram o presidente Tandja e formaram uma junta de governo.
O Presidente Tandja dissolveu a Assembleia Nacional do Níger em 26 de maio de 2009 devido à forte oposição do poder legislativo, grupos da sociedade civil e tribunais em relação à sua proposta de referendo. O Tribunal Constitucional do Níger decidiu em 12 de junho de 2009 em um caso apresentado por deputados da oposição que o referendo proposto era inconstitucional e, em 21 de junho de 2009, o Presidente anunciou que não buscaria a votação de 20 de agosto. Ele deixou em aberto a possibilidade de propor futuras mudanças constitucionais antes do final de seu mandato.  Em 26 de junho de 2009, o presidente dissolveu os tribunais e anunciou que estava assumindo poderes de emergência.
Seus ministros então anunciaram que o referendo de 4 de agosto prosseguiria, apesar das rejeições anteriores dos tribunais, partidos políticos e da comissão eleitoral independente para realizar essa votação.

## Campanha para extensão do mandato presidencial
A proposta de referendo foi divulgada pela primeira vez em maio de 2009. A partir do final de 2008, vários apoiadores do Presidente Tandja começaram uma campanha para estender seu mandato.  A oposição dos adversários políticos foi célere, com marchas duelando em Niamey, em dezembro de 2008. Os partidários de Tandja utilizavam o slogan de sua campanha de reeleição de 2004, "Tazarché", que significa "continuação" ou "continuidade" em hauçá; assim, os apoiantes foram apelidados de "Tazarchistes" e os oponentes de "Anti-Tazarchistes".  Manifestações ocorreram em todo o Níger, enquanto comitês políticos foram criados, liderados por partidários de Tandja fora do governo. O comitê Tazarché era chefiado pelos políticos de Niamey Boubacar Mazou e Anassara Dogari, e pelo empresário Aboubacar Dan Dubaï, com sede em Tahoua. 
Em janeiro, o primeiro-ministro afirmou que todas as eleições ocorreriam conforme o planejado, incluindo a eleição presidencial, que por lei deve ocorrer antes de 22 de dezembro de 2009, o aniversário de cinco anos da segunda eleição de Tandja como presidente. A constituição de 1999 impossibilitava o cumprimento de mais de dois mandatos presidenciais (Artigo 36), e a revisão desse artigo era ilegal por qualquer meio (Artigo 136). O primeiro-ministro Seyni Oumarou reiterou em 22 de janeiro que todas as eleições programadas aconteceriam antes do final de 2009. 
Em março, durante suas reuniões com o presidente francês Nicolas Sarkozy, Tandja declarou explicitamente que não buscaria  um terceiro mandato. 
Em seguida, no início de maio de 2009, quando questionado pela imprensa em sua visita a Agadez para iniciar negociações de paz com rebeldes tuaregues, Tandja anunciou que "o povo exige que eu permaneça".  Posteriormente, foi anunciado que ele procuraria um referendo para descartar a constituição vigente.
Seguiu-se uma série de protestos, liderados pelo partido oposicionista Partido Nigerino para a Democracia e o Socialismo (PNDS-Tarayya), mas contendo vários partidos que haviam anteriormente apoiado o governo. Isso incluía a Convenção Democrática e Social (CDS), um partido que permitiu ao governista Movimento Nacional para a Sociedade do Desenvolvimento (MNSD) formar uma maioria na Assembleia Nacional. O anúncio da oposição da CDS - o último dos principais partidos a avaliar o plano - também deixou o presidente aberto à votação da Assembleia Nacional para sancioná-lo ou derrubar o governo vigente.   Em maio de 2009, em resposta à oposição de seus partidos a um referendo proposto para permitir que o presidente buscasse um terceiro mandato, os três membros do Reagrupamento para a Democracia e o Progresso (RDP-Jama'a) e da Aliança Nigerina para a Democracia e o Progresso (ANDP-Zaman Lahiya) foram substituídos por ministros do MNSD-Nassara. A CDS continuou a apoiar o governo enquanto se opunha ao plano de referendo.
De acordo com a Constituição do Níger de 1999, o Presidente pode convocar um referendo sobre qualquer assunto (exceto uma revisão dos elementos da Constituição descritos no Artigo 136, incluindo os limites do mandato presidencial). O Tribunal Constitucional do Níger e a Assembleia Nacional do Níger devem aconselhar o presidente, mas não há nenhuma disposição que obrigue o presidente a acatar os seus conselhos. Em 25 de maio de 2009, o Tribunal Constitucional, composto por juízes nomeados, divulgou uma decisão de que qualquer referendo para criar uma nova constituição seria inconstitucional e, além disso, seria uma violação do juramento que o presidente fez ao Alcorão (um assunto sério no Níger, que é predominantemente muçulmano).  Na semana anterior, dois grandes partidos também se opuseram à proposta de referendo. Em 13 de maio, a ANDP-Zaman Lahiya, liderada por Moumouni Adamou Djermakoye, declarou sua oposição a qualquer mudança na constituição.
Em 15 de maio, a CDS-Rahama (um partido que foi imprescindível para o MNSD formar governos em 1999, 2004 e 2007) se opôs ao referendo e considerou a constituição inalterável.  Entretanto, nenhum dos dois partidos deslocou-se para a oposição, e Ousmane e Djermokoye declararam estarem dispostos a negociar com o presidente. 
Em 26 de maio, poucas horas após a declaração do Tribunal Constitucional, os meios de comunicação oficiais leram uma declaração de que o Presidente Tandja havia dissolvido a Assembleia Nacional.  Nos termos da Constituição de 1999, ele pode fazer isso uma vez a cada dois anos,  mas deveria convocar eleições parlamentares dentro de três meses.

## Plano de referendo
Os detalhes completos da proposta referendo não foram finalizados, porém os elementos da constituição proposta foram delineados por porta-vozes do governo e por uma comissão criada pelo presidente para redigir um documento recomendado. Tandja estenderia seu mandato por um período de transição de três anos, durante o qual uma nova constituição seria escrita e aprovada. O sistema de governo seria alterado de um sistema semi-presidencial para um sistema presidencial completo, o qual Tandja reivindicava ser mais estável. Não haveria limite para mandatos presidenciais, e uma legislatura bicameral seria criada com uma câmara alta, o Senado.

Em 5 de junho, o Presidente e o Conselho de Ministros do Níger aprovaram planos para o referendo, intitulado Referendo sobre o Projeto da VI República. A campanha seria realizada de 13 de julho a 2 de agosto de 2009. O presidente estabeleceu uma comissão para criar um projeto de lei constitucional sobre o qual a população votaria. A Comissão Eleitoral Nacional Independente (CENI) recebeu uma ordem para supervisionar os preparativos para a votação. Os eleitores deveriam escolher entre "sim" ou "não" ao texto "Você aprova o projeto constitucional apresentado para seu parecer?"

## Protestos
Grandes manifestações da oposição foram realizadas em maio e junho, com a participação de uma ampla coalizão de partidos políticos, grupos da sociedade civil e sindicatos. Entre eles estavam os ex-primeiros-ministros Hama Amadou e Mahamadou Issoufou, o ex-presidente e então presidente da Assembleia Mahamane Ousmane, e o ex-presidente da Assembleia e líder partidário, Moumouni Adamou Djermakoye.  Moumouni Djermakoye morreu de ataque cardíaco durante o segundo desses comícios, em 14 de junho.  Estes protestos foram seguidos por uma ameaça de greve geral dos sete principais órgãos sindicais do país, sendo a primeira vez que esses grupos anunciam uma ação conjunta de greve. Em 31 de maio, uma manifestação pró-referendo na residência do governador na cidade de Dosso, no sul, foi atacada por uma multidão e os tumultos duraram várias horas no centro da cidade. Uma contestação também foi manifestada pelos governos dos Estados Unidos, Canadá, pela Comunidade Econômica dos Estados da África Ocidental (CEDEAO) e pelo presidente da Nigéria.  A CEDEAO ameaçou impor sanções econômicas caso o Níger mudasse a constituição dentro de seis meses após uma eleição nacional, também enviou uma comissão liderada pelo Presidente da Nigéria para deliberar com Niamey e colocou o Níger na agenda de sua próxima reunião, ao lado dos golpes na Guiné-Bissau, Guiné e Mauritânia.
Em 22 de junho a cúpula da CEDEAO anuncia que os Estados-membros imporiam sanções ao Níger caso o presidente tentasse revisar a constituição antes da próxima eleição presidencial. Mahamane Toure, comissário da CEDEAO para assuntos políticos, paz e segurança, foi citado pela AFP dizendo que Tandja "tentava se manter no poder por meios não democráticos. Para nós, não há alternativa legal para ele". 

## Bloqueio legal
Em 12 de junho de 2009, o Tribunal Constitucional decidiu contrariamente a proposta de referendo de Tandja, após uma consulta não vinculativa ao presidente no mês anterior. Desta vez, a decisão foi uma resposta a um caso apresentado por uma coalizão de grupos de oposição, que incluía a CDS, um parceiro governista no governo anterior. Nesses casos, a Constituição especifica que as decisões do Tribunal Constitucional são vinculativas e não podem ser apeladas. Posteriormente, a Comissão Eleitoral Nacional Independente anunciou que as eleições para a Assembleia Nacional ocorreriam em 20 de agosto e que nenhum referendo seria votado.
Em 19 de junho, o Presidente Tandja convocou o Conselho da República, um órgão consultivo de todos os principais líderes do governo. Foi a primeira vez que esse órgão foi acionado.  Em 21 de junho, Tandja divulgou uma declaração afirmando que honraria as decisões da Corte e da Comissão Eleitoral e suspenderia qualquer esforço para mudar a constituição até depois das eleições da Assembleia Nacional em 20 de agosto. 
Apesar da declaração do presidente de 21 de junho, na noite de 24 de junho, o Ministro das Comunicações Ben Omar divulgou uma declaração presidencial, exigindo que o Tribunal Constitucional revogasse sua decisão, citando uma deliberação de 2002 pelo mesmo órgão no qual o presidente poderia convocar referendos.  Em resposta aparente, a Convenção Democrática e Social (CDS) do ex-presidente Mahamane Ousmane anunciou sua ruptura oficial com o governo do MNSD, retirando-se da coalizão governamental e removendo seus oito membros do Conselho de Ministros.  Em um comunicado, a CDS exigiu que o presidente se submetesse definitivamente à decisão do Tribunal.  O partido também anunciou a criação de sua própria coalizão de oposição, o Movimento para a Defesa da Democracia (MDD, Mouvement pour le défense de démocratie), juntamente com cerca de cinco partidos menores, como a União para a Democracia e a República (UDR) e o Partido para a Dignidade do Povo (PDP). Esse grupo surge em concorrência direta com a frente maior de oposição, a Frente de Defesa da Democracia (FDD, Front de défense de la démocratie), liderada pelo PNDS, que organizou as duas marchas anti-referendo em Niamey. 
No mesmo dia, uma confederação sindical, a Confederação Democrática dos Trabalhadores do Níger (CDTN), liderou uma greve geral de 24 horas em todo o país para protestar contra os planos de referendo do presidente, depois que uma greve anterior foi adiada indefinidamente em 18 de junho. Todas as sete confederações sindicais participaram da primeira greve geral desde a criação da Quinta República, em 1999. Os organizadores forneceram equipes mínimas de trabalhadores sindicais para hospitais, serviços de abastecimento de água e energia elétrica e aeroportos. 

## Poderes de emergência presidenciais
Em um discurso televisionado e de rádio para a nação na noite seguinte (26 de junho, após as orações de sexta-feira), o Presidente Tandja anunciou que estava dissolvendo o governo e que governaria por decreto.  Em 27 de junho, o líder do principal partido da oposição, Mahamadou Issoufou, denunciou o que chamou de "golpe" e pediu aos nigerinos que resistissem por todos os meios legais, citando o Artigo 13 da Constituição de 1999, que obriga as autoridades a ignorar "ordens manifestamente ilegais".  Os militares, que anteriormente se declaravam neutros, começaram a patrulhar as ruas da capital após as 18:00 horas, iniciando em 23 de junho, antes da declaração de poderes de emergência  do presidente. 
O presidente da organização descentralizada de 66 membros que opera e certifica todas as eleições, a Comissão Nacional de Eleições Independentes (CENI), Moumouni Hamidou, declarou após a decisão do Tribunal de 18 de junho que não realizaria o referendo de 4 de agosto e que estava preparando quase 7 milhões de cartões de voto para as eleições legislativas de 20 de agosto.
Apesar disso, o ministro do Interior, Albade Abouba, anunciou em 28 de junho, após a tomada de poderes de emergência pelo presidente Tandja, que tanto o referendo de 4 de agosto quanto a eleição de 20 de agosto iriam adiante.
Em 29 de junho, Tandja apareceu novamente na mídia estatal defendendo o estado de emergência. Seis dos sete membros do Conselho de Ministros da CDS-Rahama renunciaram oficialmente, após o rompimento do partido em 25 de junho de 2009 com o presidente. Os que saíram ocuparam cargos relativamente menores. O ministro da Defesa da CDS, Djida Hamadou, optou por permanecer no governo. 
Mais tarde, no mesmo dia, o governo anunciou que dissolveu o Tribunal Constitucional, "anulando" a nomeação de seus membros e "suspendendo" os artigos 103, 104 e 105 da Constituição referentes ao tribunal.  Pouco tempo depois, o Conselho Superior de Comunicação anunciou que a emissora oposicionista Radio Télévision Dounia foi suspensa por "transmissão de pedidos de insurreição contra as forças de segurança", presumivelmente por divulgar as declarações de Mahamadou Issoufou no dia anterior. 
Em 3 de julho de 2009, Tandja nomeou um novo tribunal constitucional - uma decisão que foi fortemente criticada por grupos da sociedade civil, sindicatos, partidos políticos e outros.  Os advogados declararam uma greve em 13 de julho de 2009.

## Referendo de 4 de agosto de 2009
O referendo contestado foi realizado em 4 de agosto, apesar das críticas dos grupos internacionais, e foi amplamente aprovado em parte por causa dos boicotes da oposição.  Um diretor regional da Fundação Internacional para Sistemas Eleitorais afirmou que isso pode interromper o desenvolvimento democrático no país e possivelmente forçar a oposição a incentivar protestos. 

## Pós-referendo

### Conversações sobre a crise
A crise política no Níger permaneceu num impasse desde o controverso referendo e da eleição.  O general Abdulsalami Abubakar, da Nigéria, um mediador designado pela Comunidade Econômica dos Estados da África Ocidental (CEDEAO), negocia um acordo de compartilhamento de poder.

### Golpe de Estado
Em 18 de fevereiro de 2010, o presidente Mamadou Tandja foi capturado por soldados enquanto presidia uma reunião de gabinete.  A junta militar estabeleceu um gabinete e prometeu administrar o governo durante um curto período de transição antes de novas eleições.